# 亚斯级巡防舰
亚斯級巡防艦為阿联酋海军在2019年向法国DCNS公司订购的追风级护卫舰，代号Gowind-2500。预计订购2～4艘。首舰于2020年12月4日下水。2号舰将于2022年下水。第二批次如果得到批准，将通过技术转移在阿联酋本土的阿布扎比造船厂建造。
阿聯酋訂購的Gowind 2500型巡防艦長102m，寬16m，排水量2800噸，航速25.5節，編制95名人員，能持續在海上作業21天。推進系統為負荷柴油機與電力推進（CODLOG），艦上能搭載10噸級直昇機以及S-100垂直起降無人載具，船樓兩側艙門內收容兩艘RHIB小艇。
電子系統方面，艦上的全景感測器/情報模組（Panoramic Sensors and Intelligence Module，PSIM）整合桅杆系統裡包含了3D對空監視雷達，PSIM桅杆上還布置了低截獲率（LPI）導航雷達、雷達信號截收（R-ESM）、通信截收（C-ESM）、敵我識別器（IFF）、通信情報監視（communications intelligence，COMINT）等，艦尾船樓結構上方裝置兩座MASS誘餌發射器，艦橋頂部直昇機庫兩側裝置電子反制（ECM）天線；艦上的全景光電觀測系統（EOS）布置在PSIM桅杆基座以及煙囪周圍等處；艦橋上方設置了用來導控艦砲的STIR MK.2 120射控雷達，以及SACTOM衛星通信系統。水下探測方面，艦首下方設置艦殼聲納，艦尾設置主/被動拖曳陣列聲納。
依照2021年2月下旬在阿布達比舉行的海軍防衛與海事安全展（Naval Defence & Maritime Security Exhibition，NAVDEX 2021）中海軍集團展出的阿聯酋Gowind 2500模型，艦首裝備一座OTO Merela 76mm 62倍徑超級快速型快砲（含STARLES防空套件），以及16管用來裝填美製ESSM發展型海麻雀防空飛彈的MK-56垂直發射器；艦體中部裝置兩組四聯裝MM-40 Block 3反艦飛彈發射器。直昇機庫上方設置一座美製MK-49型21聯裝 RAM防空飛彈發射器，直昇機庫頂兩側各裝置一座OTO Merela的Marlin 30mm mm遙控武器站。艦體兩側艙門內各裝一組雙聯裝324mm魚雷發射器。此外，艦橋前方甲板還有兩座短距離攻擊用的火箭發射器。2021年12月4日，阿联酋海军首艘追风级护卫舰下水，命名为“巴尼·亚斯”号。二号舰于2022年5月13日下水，命名为“飞鹰”号（Al-Ermarat P-111）
原本阿聯酋打算在艦上裝備美製ESSM防空飛彈，然而到2021年12月，消息卻傳出阿聯酋轉向歐洲MBDA的新世代垂直發射“米咔”防空飛彈（VL MICA NG）；依照海军新闻网的信息，阿聯酋堅持要引進最新型的ESSM Block 2，但美國只願意提供第一代的ESSM Block 1，是導致阿聯酋轉向歐洲的原因。早先埃及的購買Gowind 2500巡防艦（阿拉法特級），也選擇裝備米咔-NG防空飛彈。相較於第一代米咔基本型，米咔-NG更新了推進系統與導引系統，射程增加到約40km。米咔-NG約在2026年開始量產，在此之前艦上會先裝備早期型的米咔防空导弹。

## 舰名列表
| 编号 | 舷号 | 舰名                 | 建造厂         | 下水          | 服役           | 状态     |
| 1    | 110  | 巴尼·亚斯 (Bani Yas) | 洛里昂船厂     | 2021年12月4日 | 2023年11月29日 | 现役     |
| 2    | 111  | 飞鹰 (Al-Emarat)     | 洛里昂船厂     | 2022年5月13日 | 预计2023年     | 已下水   |
| 3    | 112  | 沙欣 (Shaheen)       | 阿布扎比造船厂 |               |                | 备选方案 |
| 4    | 113  | 塔里夫 (Tarif)       | 阿布扎比造船厂 |               |                | 备选方案 |